# Taphozous hildegardeae
Taphozous hildegardeae — є одним з видів мішкокрилих кажанів родини Emballonuridae.

## Поширення
Країни поширення: Кенія, Танзанія. Це печеро-залежний вид, пов'язаний з сухими тропічними лісами, з дуже обмеженим прибережним ареалом. Комахоїдний, що харчуються прямокрилими і лускокрилими.

## Опис
Самці сягають 9-11 см завдовжки, самиці менші — до 10 см. Вага в середньому сягає 20 г.

## Загрози та охорона
Порушення печер і втрата лісового середовища проживання, може призвести до зниження населення. Ймовірно, зустрічається в деяких охоронних територіях.